# Als Rev
Als Rev är ett sandrev i Danmark. Det ligger i Kattegat norr om inseglingen till Mariager Fjord.  Närmaste större samhälle är Hadsund, 14 km väster om Als Rev.